# Jean-Joseph Sanfourche
Jean-Joseph Sanfourche, simplesmente chamado de Sanfourche (25 de junho de 1929, em Bordeaux - 13 de março de 2010, em Saint-Léonard-de-Noblat), foi um pintor, poeta, desenhista e escultor francês.
Praticava arte bruta e foi amigo de Gaston Chaissac, de Jean Dubuffet e de Robert Doisneau, com quem mantinha correspondência.